# Athleta Christi
Le titre d’Athleta Christi (en latin : Champion du Christ) a d'abord caractérisé les saints militaires de l’Antiquité chrétienne des IIIe et IVe siècles, dont l’exemple le plus connu est le martyr saint Sébastien.
Les papes ont conféré un caractère politique à ce titre à partir du XVe siècle, en l’attribuant à des chefs militaires défenseurs de la chrétienté, notamment contre l’Empire ottoman. 
Parmi ces chefs, on peut citer :
- Jean Hunyade de Transylvanie, représentant le royaume de Hongrie,
- le héros albanais Skanderbeg nommé Athleta Christi par les papes Pie II et Nicolas V,
- le voïvode Étienne III le Grand de Moldavie, nommé Athleta Christi par le pape Sixte IV.